# Ioan Allen
Ioan R. Allen (* im 20. Jahrhundert) ist ein  amerikanischer Toningenieur und Erfinder, der fünfmal mit einem Oscar ausgezeichnet wurde, darunter zwei Mal mit dem Academy Award of Commendation.
Allen kam 1969 zu Dolby Laboratories und war dort für die Entwicklung vieler bahnbrechender Audioformate verantwortlich.

## Publikationen
- Publikationen von Ioan Allen bei Google Scholar